# THE STREET BEATS
THE STREET BEATS（ザ・ストリート・ビーツ）は、日本のパンク・ロックバンド。広島県出身。1984年5月結成。1988年ビクターエンタテインメントのビクターインビテーションレーベルよりメジャーデビュー。

## メンバー
- ØKI（おき、1966年3月22日 - ）ボーカル・ギター。広島県広島市安佐北区出身[1]。
- SEIZI（せいじ、1968年6月8日 - ）ギター・ボーカル。広島市安佐北区出身[1]。
- エンリケ（えんりけ、1964年2月3日 - ）ベース。BARBEE BOYS解散後、1995年～2000年に在籍。その後浜崎あゆみ等のバックミュージシャンを数多く務める他、ソロや自らのバンドでも活動。2022年に全国ツアーに復帰。2023年復帰加入。
- 牟田昌広（むた まさひろ、1968年4月12日 - ）ドラム。元THE MAGNETS。1993年～1997年にサポートドラマーとして在籍。SADS等を経て、2011年復帰加入。

### 元メンバー
- 伊藤ツヨシ（1988年～1990年 THE STREET BEATS参加前後にJUN SKY WALKER(S)に在籍）
- 島田健二
- 市川勝也（1987年3月～1988年5月、1990年5月～1993年7月在籍。1993年～GEENA、POTSHOTに参加。現在はROCK'N'ROLL GYPSIESで活動中）
- 小川昌司（1987年3月～1988年5月,1991年1月～1993年7月在籍。現在グアムTV社長）
- 上田ケンジ（元KENZI & THE TRIPS、元the PILLOWS 、現在は小泉今日子 等で活動）
- 長野裕治（2000年～2002年在籍。現在はThe Beat Go'sのベーシストとして九州を中心に活動中）
- 谷元敦　（1998年～2010年在籍）
- 山根英晴（2002年～2022年在籍）

市川、小川は広島時代のオリジナル・メンバー。一度脱退したがメジャーデビュー後に再加入した。

## 略歴
1984年、ØKIとSEIZI（兄弟）を中心に広島にて結成。1988年、ビクターInvitationよりアルバム『NAKED HEART』をリリースしメジャーデビュー。2018年にデビュー30周年、2019年に結成35周年、2023年にデビュー35周年を迎えた。
1994年前後にアコースティックなサウンドに接近したことはあったものの、ほぼ一貫してセックス・ピストルズやザ・クラッシュ（SEIZIのボーカルで「ステイ・オア・ゴー」をカバーしている）といったバンドを念頭に置いたパンク・ロック、ロックンロールにこだわった活動を展開している。
メジャー・シーンでのレコードリリースから遠ざかった時期でも活動を停止することなく、毎年春・夏・秋と精力的に全国ツアーを行っており、新宿LOFT等の老舗ライブハウスを本拠地にしながら全国を廻っている。毎年夏に行われるイベント「BEATSMANIA」では、通常のライブの中ではあまり演奏されない楽曲を中心にセットリストを組むなど、長い歴史を生かした活動も行っている。ファンクラブ名は「BEATBOX」。1999年には、彼ら自身のオリジナルレーベル「NEOVISION」を立ち上げた。
2007年、2009年には映画「クローズZERO」シリーズに楽曲を提供。彼ら自身も映画のオープニング、エンディングのライヴシーンに出演している。
2014年には映画「クローズEXPLODE」に楽曲を提供。前シリーズに続いて映画のオープニングのライヴシーンに出演している。シリーズを通しての主題歌「I WANNA CHANGE」はアジア、ヨーロッパなど海外にも配信されスマッシュヒットとなっている。
2019年、結成35周年記念盤として初のバラードベスト『旅人の詩　35th ANNIVERSARY BALLLADS BEST』をビクターよりリリース。「THE STREET BEATS結成35周年ANNIVERSARY TOUR “ALL TIME BEATS”」と題して結成以来全ての時代を網羅するアニバーサリーTOURを開催。ツアーファイナル新宿LOFT「結成35周年記念ライブ“ALL TIME BEST BEATS”」を収録した『ALL TIME BEATS』がDVDとCDでリリースされている。。
2020年、アルバム『生きた証を残す旅』をリリース。2022年、ライブDVD『ROAD TO HOPE』とマキシSINGLE『ロックンロールサバイバー』をリリース。2022年秋、ゲストベーシストとしてHIROSHI(THE STAR CLUB)と、1995年～2000年までメンバーとして在籍したエンリケ(ex.BARBEE BOYS)が22年ぶりに全国ツアーに参加。デビュー35周年を迎えた2023年にエンリケが正式復帰加入。2024年の結成40周年アニバーサリーイヤーを見据え、益々精力的な活動を展開する。

## ディスコグラフィ

### シングル
| 枚 | 発売日         | タイトル                             | 収録曲 | 形態   | 品番       | 備考 |
| -- | -------------- | ------------------------------------ | --- | ------ | ---------- | --- |
| 1  | 1989年11月21日 | サンクチュアリ                       | 1. サンクチュアリ 2. NAKED HEART (Naked Mix) 3. 星降る夜に (Bright Mix)                                              | 8cm CD | VDRS-1191  | |
| 2  | 1990年11月21日 | BARRIER CRASH                        | 1. BARRIER CRASH 2. 彼女はアイドル                                                                                   | 8cm CD | VIDL-35    | |
| 3  | 1991年3月21日  | STANDING STANDING                    | 1. STANDING STANDING 2. SHOULD I STAY OR SHOULD I GO?                                                                | 8cm CD | VIDL-56    | |
| 4  | 1994年1月21日  | 青の季節                             | 1. 青の季節 2. 突然、夏の嵐のように                                                                                  | 8cm CD | VIDL-10475 | |
| 5  | 1994年10月21日 | 約束できない（バラッドヴァージョン） | 1. 約束できない（バラッドヴァージョン） 2. おなじ瞳をしていた 3. I WANNA CHANGE                                      | 8cm CD | VIDL-10568 | |
| 6  | 1995年4月5日   | 街の灯                               | 1. 街の灯 2. 青春の光と影 3. ファイティングポーズ                                                                    | 8cm CD | VIDL-10620 | |
| 7  | 1995年7月21日  | Sing a Song 〜くちびるに歌を〜       | 1. Sing a Song 〜くちびるに歌を〜 2. 悪魔と踊れ                                                                      | 8cm CD | VIDL-10683 | |
| 8  | 1995年12月9日  | ONE NIGHT STAND                      | 1. ONE NIGHT STAND 2. GIMMIE LOVE,GIMMIE TRUTH                                                                       | 8cm CD | VIDL-10733 | |
| 9  | 1996年3月9日   | GOOD HEART,BIG HEART                 | 1. GOOD HEART,BIG HEART 2. 親愛なる者 3. GET TOUGH!                                                                  | Maxi   | VIDL-10750 | |
| 10 | 1998年4月19日  | SECRET MISSION                       | 1. YOU CALL MY NAME 2. LET ME GO! 3. 誰もが悲しすぎる（LIVE） 4. BEAT PARTY（LIVE）                                  | Maxi   | BBL-18001  | ライブ会場・通販限定アイテム。M-3は、現在もLIVE ver.のみしか発表されていない。                                                       |
| 11 | 1999年9月15日  | GO FOR IT!                           | 1. GO FOR IT 2. GET UP,VOICE UP 3. TOKYO JAP '99（LIVE） 4. TWO BLACK GUITARS（LIVE）                                | Maxi   | NVL-1803   | ライブ会場・通販限定アイテム。M-3は、「THIS IS TOKYO JAP.」の'99バージョン。                                                         |
| 12 | 2003年5月24日  | SPIRIT OF COMBAT                     | 1. SPIRIT OF COMBAT（EXTRA VERSION） 2. CLASH CITY ROCKERS 3. つながった空の下（ØKI弾き語りVERSION）                 | Maxi   | NVL-1007   | ライブ会場・通販限定アイテム。ジョー・ストラマー追悼作品。CLASH CITY ROCKERSはTHE CLASHカバー。                                      |
| 13 | 2007年3月17日  | RIDE ON MY JET                       | 1. RIDE ON MY JET 2. COME ALONG,SING ALONG 3. GIRL                                                                   | Maxi   | NVL-1012   | ライブ会場・通販限定アイテム。M-3は、初期のバラード曲をスタジオ初音源化。                                                            |
| 14 | 2011年3月19日  | POWER TO YOU                         | 1. POWER TO YOU 2. BAD NEWS SHOW 3. HOPE IN MY HEART                                                                 | Maxi   | NVL-1016   | ライブ会場・通販限定アイテム。 |
| 15 | 2011年10月2日  | BRAVE FIST                           | 1. BRAVE FIST 2. 瓦礫の町で 3. GREEN DAYS GREEN                                                                      | Maxi   | NVL-1017   | ライブ会場・通販限定アイテム。M-2は、東日本大震災の被災地支援活動を通じて生まれた楽曲。                                              |
| 16 | 2013年10月9日  | その先の明日へ                       | 1. その先の明日へ 2. DEISTINY SHUFFLE 3. 暁に一人立つ                                                                | Maxi   | DDCB-4002  | |
| 17 | 2022年4月9日   | ロックンロールサバイバー             | 1. ロックンロールサバイバー 2. ROAD TO HOPE 3. 消えないメモリー 4. ONE AND ONLY （LIVE） 5. 生きた証を残す旅（LIVE） | Maxi   | NVL-1828   | ライブ会場・通販限定アイテム。新曲3曲＋LIVEバージョン2曲収録。M-1はTHE STREET BEATS公式Youtubeチャンネルでミュージックビデオ公開中。 |

### アルバム
1. NAKED HEART （1988年11月21日）全12曲
デビューアルバム。「BOYS BE A HERO」「約束できない」などを収録。
2. VOICE （1989年7月5日）全12曲
「星降る夜に」、「MEET THE BEATS!」などを収録。
3. MANIFESTO （1990年3月7日）全12曲
アルバムラストは、「ワンダフルライフ」を収録。初回盤には写真集付き。
4. STANDING STANDING （1991年5月21日）全12曲
初期の代表作ともいえる4作目のフルアルバム。表題曲「STANDING STANDING」「BLACK MARKET GANG」など人気曲を多数収録。「BARRIER CRASH」は前年にロンドンでMixされたシングルとは別テイクのアルバムバージョンを収録。
5. BEATNIK ROCKER （1991年12月16日）全18曲
初のベストアルバム。メジャーデビュー前に太陽レコードからリリースされた同名のLPをCD化し、更にデビュー後のアルバム4作からのベストセレクション・新曲を加えた。スティーヴ・ナイをエンジニアに招き全曲Remixが行われた。
6. 風の街の天使 （1992年12月16日）全5曲
新曲3曲とLIVE ver.2曲を収録したミニアルバム。2009年に発売されたCD-BOX「PREMIUM BOX-EARLY TIMES-」に収録された本作には、13曲ものボーナストラックが収録されている。
7. ワイルドサイドの友へ （1994年2月23日）全13曲
これまでとは変わり、『青の季節』に代表されるアコースティックサウンドを前面に押し出した作品。このアルバムの正式メンバーはØKIとSEIZIの二人。
収録曲「バード」「突然、夏の嵐のように」はOVA「高校武闘伝クローズ」の挿入歌として提供された。また「I WANNA CHANGE」は後に映画「クローズZERO」シリーズの主題歌として提供された。
8. SPIRITUAL LIFE （1995年4月21日）全12曲
「街の灯」「GOD BLESS YOU」「いのちの音」といった人気曲の他、現在もライブ終了後のエンディングSEとして会場で流れる「旅人の詩」を収録。
9. LOVE,LIFE,ALIVE （1996年3月23日）全12曲
前作とは、アルバムジャケットが対照的に表現されている。ビクターから発売されたシングル「街の灯」「Sing a  song」「ONE NIGHT STAND」「GOOD HEART,BIG HEART」に収録されたほとんどのナンバーが収録されている(但し、「Sing a song」はアルバムver.として再レコーディング)
10. BEST MINDS （1996年12月18日）DISC1 全4曲・DISC2 全14曲
DISC1には代表曲となった「十代の衝動」など新作を収録。DISC2は92～96年までの楽曲を集めたベスト盤。このアルバムでのみ、「約束できない(BALLAD VERSION)」を聴く事ができる。
11. LIVE! BEATS-ISM （1997年11月21日）全16曲
初の公式ライブアルバム。現メンバーである牟田昌広(Dr)がサポートメンバーとして参加している。
12. LIFE GOES ON （1999年3月26日）全11曲
01年10月に再発売された同タイトルのアルバム（キティMME）とは、収録曲に若干の違いあり。
初期のナンバー「BEAT PARTY」を収録し、オリジナル盤にはキティMME盤では問題作としてカットされた「こんな時代の真ん中で」も収録されている。
13. JUNK&PAIN （2000年1月26日）全10曲
前作発売から10ヶ月という短いスパンで発表された作品。表題曲はPVも撮影されており、VHS「LIVE MY SOUL」、DVD「ETERNAL FILMS」に収録された。
14. 魂が求めるもの （2000年9月20日）全11曲
「魂が求めるもの」はライブでプレイされた際、ボーカルのØKIがイスに座って演奏するなど、新たな一面を見せた作品。「狂ったように叫ぶとき」はPVが撮影されており、「JUNK&PAIN」と同様のVHS、DVDに収録されている。
15. LIVE MY SOUL （2001年3月17日）全15曲
14thアルバムの楽曲を中心に収録したライブアルバム。ライブ会場・通販限定盤。
16. RED HOT BLOOD （2001年10月24日）全11曲
代表曲の一つとなった「叫ばなければ」を含む15thアルバム。
17. こんな時代の真ん中で （2002年9月21日）全13曲
現ベーシスト山根英晴が加わった初音源。ライブ会場・通販限定盤。アルバムタイトルは「NEOVISION」盤の「LIFE GOES ON」に収録されているもので、再発売のメジャー盤ではカットされた。
18. REBEL SONGS 〜20th ANNIVERSARY BEST 1984-2004〜 （2004年3月10日）DISC1 全20曲・DISC2 全20曲
結成20周年ベスト。これまでの曲のベストセレクションに加え、新曲・未発表音源・ライブ音源など収録している。ジャケットは漫画家髙橋ヒロシが手がけたもの。
19. BEATS IS OUR LIFE （2004年10月1日）全18曲
これまで2章までしか発表されていなかった「LIFE GOES ON」のフルバージョン、結成初期に書かれた幻のナンバー「STREET BEAT」などを含む、結成20周年アニバーサリーライブアルバム。ライブ会場・通販限定盤。
20. ETERNAL ROCK （2005年3月16日）全13曲
バンド結成20周年を経て生まれたアルバム。「ETERNAL ROCK'N'ROLL」は映画「クローズZERO」のエンディングテーマとして提供された。
21. LIVE! FIST GO UP! （2006年3月8日）全20曲
ライブ盤。コアなナンバーが多数、初ライヴ音源化された。ライヴ会場・通販限定盤。
22. 凛として風の如く （2007年10月24日）全13曲
映画「クローズZERO」への楽曲提供など、精力的な活動の中発表された18thアルバム。ジャケットや歌詞カード内の写真の一部は、「クローズZERO」の鈴蘭高校で撮影された。同作のOP・EDもボーナストラックとして収録。
23. LOST TREASUES （2008年4月11日）全22曲
「NEOVISION」からリリースされた4枚のシングルを完全収録し、レアなデモ音源やライヴ音源をボーナストラックに加えたコンピレーションアルバム。ライヴ会場・通販限定盤。
24. 裸心凜風 （2008年11月19日）全22曲
デビュー20周年記念ベスト。「熱い！泣ける！ぐっと来る！」をコンセプトに選曲。タイトルは1stアルバム「NAKED HEART（むき出しの心→裸の心）」と18thアルバム「凜として風の如く」を合わせたもの。
25. さすらいの歌 （2009年4月1日）全11曲
メジャー20枚目のアルバム。タイトルナンバーは映画「クローズZEROII」にエンディングテーマとして提供されたもの。
26. 軌跡 （2009年9月30日）全22曲
結成25周年ベスト。BEATS入門編をコンセプトに、様々な年代のナンバーを収録。
27. GO!STRAIGHT! （2009年10月11日）全21曲
結成25周年記念ライヴ「さすらいの歌」の東京公演1日目を、MCを含め完全収録したライヴアルバム。同名のライヴDVDが同時発売されたが、こちらは2日目が収録されている。ライヴ会場・通販限定盤。
28. PREMIUM BOX -EARLY TIMES- （2009年12月23日）15CD+1DVD
BEATS初のCD-BOX。1stアルバム「NAKED HEART」から15thアルバム「RED HOT BLOOD」までの15枚のアルバムに加え、13曲ものボーナストラック（DISC6「風の街の天使」に収録）や、全てが今回が初公開の秘蔵映像を収録したスペシャルDVDが収録されている。なお、「NEOVISION」の通販で12月7日までに予約した人には、通販特典として、メンバーの直筆サイン入りのポストカードが付けられた。
29. 遥か繋がる未来 （2013年4月17日）全11曲
スタジオ録音フルアルバムとしては前作から4年振りとなる22枚目のアルバム。
30. NEVER STOP ROLLING （2014年4月9日）全11曲
BEATS結成30周年の節目の年に発表された23枚目のフルアルバム。
31. LONGEST WAY ~30TH ANNIVERSARY LIVE~ （2014年10月18日）全18曲
2014年6月14日東京新宿LOFTで開催された「結成30周年記念ライヴ」を収録したライヴアルバム。同時発売のライヴDVDとは違った選曲がなされている。ライヴ会場・通販限定盤。
32. PRECIOUS MOMENT ~30TH ANNIVERSARY LIVE VOL.2~ （2015年3月28日）全18曲
2014年12月13日東京渋谷O-WESTで開催された「結成30周年イヤースペシャルライヴ」を収録した結成30周年記念ライヴアルバム第二弾。ライヴ会場・通販限定盤。
33. PROMISED PLACE （2016年4月6日）全10曲
24枚目のフルアルバム。表題曲「約束の場所」をはじめ「歌うたいのクロニクル」「情熱の彼方」「紺碧の空高く」など日本語を重視した歌詞が秀逸な楽曲が揃う作品。
34. ワンダフルライフ （2017年11月3日）全13曲
バラード曲、レア曲を一挙収録したライブコンピレーションアルバム。表題曲「ワンダフルライフ」「吟遊詩人のように」「愛こそはすべて？」「風が舞う日に」など初のライブ音源化多数。DEBUT 30 YEARS 記念プロダクトの一環として制作された作品。ライブ会場・通販限定盤。完売。
35. 魂のクロニクル 〜DEBUT 30 YEARS BEST〜 （2018年4月4日）2枚組 全42曲
メジャーデビュー30周年を記念して発表された2枚組ベスト盤。「BOYS BE A HERO」「約束できない」「I WANNA CHANGE」「十代の衝動」「遥か繋がる未来」など歴代の代表曲・人気曲を網羅したオールタイムベスト。
36. MEMORIAL LIVE ～THANKS! DEBUT 30 YEARS～  （2018年10月27日）全18曲
メジャーデビュー30周年記念ライブCD。初のライブ音源化となる楽曲が多数収録された作品。ライブ会場・通販限定盤。
37. 旅人の詩 〜35th ANNIVERSARY BALLADS BEST〜（2019年4月3日）全16曲
結成35周年記念アルバム。THE STREET BEATS初のバラードセレクション。「I WANNA CHANGE」の新録バージョンを収録。VICL-65164
38. ALL TIME BEATS ～35th ANNIVERSARY LIVE～（2019年11月2日）全15曲
結成35周年記念ライブCD。結成初期のナンバーから近年の曲まで満遍なく選曲されたオールタイムなライブアルバム。ライブ会場・通販限定盤。
39. 生きた証を残す旅 （2020年4月8日）全10曲
27枚目のフルアルバム。バンドが新たな境地に立ったことを如実に感じさせる作品。ミディアムなロッカバラードの表題曲「生きた証を残す旅」をはじめ「遠く見える灯」「海鳴りのロンド」、SEIZI初のバラード「愛する人へ」等、歌詞・メロディ共に卓越したミディアム、バラード曲が揃う作品。その中にあってひときわ暖かい歌詞と琴線に触れるメロディーで“旅空の下でまたいつか会おうぜ”と歌われる「旅空」はミュージックビデオが制作されTHE STREET BEATS公式YouTubeチャンネルhttps://www.youtube.com/channel/UCxO0wV3BLVcgz8HXQ-p6uqA?sub_confirmation=1で公開されている。

### VHS/DVD
| 枚 | 発売日         | タイトル                                 | 形態 | 品番     | 備考 |
| -- | -------------- | ---------------------------------------- | ---- | -------- | --- |
| 1  | 1988年11月21日 | NAKED HEART                              | VHS  | VTM-157  | |
| 2  | 1989年5月21日  | PROCESS                                  | VHS  | VTM-185  | |
| 3  | 1991年3月21日  | STANDING STANDING                        | VHS  | VIVL-28  | |
| 4  | 1996年12月8日  | BEST MIND                                | VHS  | VIVL-195 | |
| 5  | 2001年3月17日  | LIVE MY SOUL                             | VHS  | NVL-3004 | 初のライヴビデオ。ライヴ会場・通販限定。 |
| 6  | 2004年10月1日  | BEATS IS OUR LIFE                        | DVD  | NVL-4009 | 初のライヴDVD。結成20周年記念ライブの東京公演に加え、デビュー前の映像など多数のレア映像を収録。ライヴ会場・通販限定。                                     |
| 7  | 2005年3月16日  | ETERNAL FILMS 1988-2005                  | DVD  | VIBL-249 | 1stビデオ『NAKED HEART』から4th『BEST MINDS』までのVHSを完全収録し、新作PV、未公開PVなどを加えたヒストリーDVD。17thアルバム『ETERNAL ROCK』と同時発売。   |
| 8  | 2006年3月8日   | LIVE! FIST GO UP!                        | DVD  | NVL-4010 | 初のライブ映像化となるコアなナンバーを多数収録したライブDVD。ライヴ会場・通販限定。                                                                       |
| 9  | 2009年10月11日 | GO!STRAIGHT! 〜25TH ANNIVERSARY LIVE〜   | DVD  | NVL-4515 | 結成25周年記念ライヴ「さすらいの歌」の東京公演2日目を、MCを含め完全収録したライヴDVD。ライヴ会場・通販限定。                                              |
| 10 | 2011年11月18日 | BRAVE FIST FESTA                         | DVD  | NVL-3018 | 2011年10月10日に行われた「岩手三陸復興支援LIVE in 宮古」を、MCを含め完全収録したライヴドキュメントDVD。ライヴ会場・通販限定。                             |
| 11 | 2014年10月18日 | LONGEST WAY 〜30TH ANNIVERSARY LIVE〜    | DVD  | NVL-4519 | 2014年6月14日東京新宿LOFTで開催された「結成30周年記念ライヴ」を収録したライヴDVD。ライブ映像20曲＋PV4曲＋ツアーダイジェストを収録。ライヴ会場・通販限定。 |
| 12 | 2018年10月27日 | MEMORIAL LIVE 〜THANKS! DEBUT 30 YEARS〜 | DVD  | NVL-4523 | デビュー30周年メモリアルライブDVD。メモリアルライブの熱気と感動をMCまで含む全編ノーカット収録。116分 全21曲＋特典映像。ライヴ会場・通販限定。             |
| 13 | 2019年11月2日  | ALL TIME BEATS 〜35TH ANNIVERSARY LIVE〜 | DVD  | NVL-4525 | 結成35周年記念ライブDVD。初期曲から近年の曲まで満遍なく選曲された全21曲。ライヴ会場・通販限定。                                                           |
| 14 | 2022年2月5日   | ROAD TO HOPE                             | DVD  | NVL-4527 | 2021年11月19日に新宿LOFTで開催された2021 FINAL LIVEを収録したライブDVD。ボーナストラックとして「旅空」MVを収録。全22曲。ライヴ会場・通販限定。            |

## タイアップ一覧
| 年     | 曲名                                     | タイアップ                                     | 収録作品（初出）                                              |
| ------ | ---------------------------------------- | ---------------------------------------------- | ------------------------------------------------------------- |
| 1994年 | バード                                   | OVA『高校武闘伝 クローズ』挿入歌               | アルバム『ワイルドサイドの友へ ～Ballads on the Wild Side～』 |
| 1994年 | 突然、夏の嵐のように                     | OVA『高校武闘伝 クローズ』挿入歌               | シングル『青の季節』                                          |
| 1997年 | FIGHT FOR YOURSELF                       | OVA『綾音ちゃんハイキック!』オープニングテーマ | スプリットシングル『FIGHT FOR YOURSELF』                      |
| 2007年 | I WANNA CHANGE                           | 映画『クローズZERO』オープニングテーマ         | アルバム『魂のクロニクル』                                    |
| 2009年 | I WANNA CHANGE                           | 映画『クローズZERO II』オープニングテーマ      | アルバム『魂のクロニクル』                                    |
| 2009年 | さすらいの歌                             | 映画『クローズZERO II』エンディングテーマ      | アルバム『魂のクロニクル』                                    |
| 2015年 | その先の明日へ                           | 映画『赤浜ロックンロール』エンディングテーマ   | アルバム『NEVER STOP ROLLING』                                |
| 2016年 | STRAIGHT SOUL'S LULLABY -Mobile Version- | モバイルゲーム「クローズ×WORST V」テーマソング | アルバム『PROMISED PLACE』                                    |

## バンドスコア
- NAKED HEART（1989年 kmp）
- VOICE（1989年 kmp）
- MANIFESTO（1990年7月15日 kmp）
- SPIRITUAL LIFE（1995年 kmp）
- LOVE,LIFE,ALIVE（1996年 kmp）
- ETERNAL ROCK（2005年 kmp）

## 備考
- 初期のアルバムは、CDの他に、レコードやカセットでも同時発売されている。
- 広島出身であることから、ØKIは熱狂的な広島東洋カープファンである。
- ØKIが通った当時の中学校で坪井直が教頭先生をしていた[7]。
- 同郷で同時期に活動していたバンドにユニコーンがいるが、練習している場所が別だったことと、音楽的志向が違うことからあまり交流はなかった。
- 漫画家髙橋ヒロシとØKIは親交が深く、彼のコミックに2人の対談や、「魂が求めるもの」の歌詞が収録されることもあった。
- ØKIは映画『クローズZERO』において、シリーズを通して予告編のナレーション、2作目『クローズZEROⅡ』では三池崇史監督の発案でエンディング前のナレーション(原作での坊屋春道の最初の名言)も務めた。
- ØKIはBSドラマ『つながった世界』のvol.1「いのちの音」でメインキャストの1人として出演した。
- ØKIはTV-CM「サントリー BLACK BOSS」「日産 JUKE」「日産 NOTE MEDALIST」「JRA『THE WINNER』2012春G1」「キリンFIREダブルマウンテン」「ブラウンオーラルBプラチナホワイト」「ブリヂストンREGNO」「サッポロ本格辛口」「HiGH & LOW THE WORST」「GEORGIAロースタリーBLACK」「HiGH & LOW THE WORST X」等のナレーションを務めた。
- OKIはNHK BSプレミアムのドラマ「八つ墓村」(演出：吉田照幸。2019年10月放送）の予告編ナレーションに加え、ドラマのオープニングシーンに田治見庄左エ門役で俳優として出演した。